# Stębark
Stębark (în limba germană: Tannenberg) este un sat în Voievodatul Warmian-Masurian, Polonia. Satul este parte a Gmina Grunwald din powiatul (județul) Ostródzki.
Stębark este cunoscut în principal pentru două bătălii istorice care au avut loc aici. Pe 15 iulie 1410, o armată unită a Regatul Poloniei și a Marelui Ducat al Lituaniei a înfrânt cavalerii teutoni în bătălia de la Grunwald (prima bătălie de la Tannenberg). În 1914, în timpul primului război mondial, o armată germană sub comanda feldmareșalului Paul von Hindenburg a câștigat o victorie importantă împotriva armatei țariste în a doua bătălie de la Tannenberg. Linia Tannenberg (în limba germană Tannenbergstellung) a fost teatrul luptelor pentru cucerirea Estoniei în timpul celui de-al doilea război mondial, în toamna anului 1944.